# Insider
Insider es el segundo álbum de la banda Amplifier, originaria de Mánchester, Reino Unido. Fue publicado en 2006 por el sello discográfico SPV, concretamente el 29 de septiembre en Alemania y Austria, más tarde en el resto de Europa el 2 de octubre del mismo año.

## Lista de canciones
Todas las canciones fueron escritas por Sel Balamir
1. "Gustav's Arrival" - 3:34
2. "O Fortuna" - 6:22
3. "Insider" - 4:30
4. "Mongrel's Anthem" - 4:26
5. "R.I.P" - 3:35
6. "Strange Seas of Thought" - 6:03
7. "Procedures" - 5:15
8. "Elysian Gold" - 4:50
9. "Oort" - 1:31
10. "What Is Music?" - 6:05
11. "Hymn of the Aten" - 5:48
12. "Map of an Imaginary Place" - 6:59

## Créditos
- Sel Balamir – Guitarra, voz y producción
- Neil Mahony – Bajo / Máquina de escribir
- Matt Brobin – Batería

- Steve Lyon - Grabación
- Chris Sheldon – Mezcla
- Kevin Metcaffe - Masterización